# Maio (canção)
"Maio" é uma canção das cantoras brasileiras Daniela Araújo e Priscilla Alcantara, lançada em maio de 2015 como o terceiro single do álbum Doze, lançado em janeiro de 2017.[carece de fontes?]
A canção fez parte do projeto 'Eu Componho com Daniela Araújo', em que Daniela escreveu músicas a cada mês de 2015 conforme temas sugeridos pelos fãs e internautas. Em abril, o público sugeriu o tema amizade, pelo qual Daniela, juntamente com o irmão Jorginho Araújo, escreveu a música.

## Faixas
| Streaming e download digital |        |                                |         |  |
| N.º                          | Título | Compositor(es)                 | Duração |  |
| 1.                           | "Maio" | Daniela Araújo Jorginho Araújo | 3:48    |  |

## Ficha técnica
Lista-se abaixo os profissionais envolvidos na produção de "Janeiro", de acordo com o encarte do disco.
- Daniela Araújo - vocais, composição, produção musical, arranjo
- Priscilla Alcantara - vocais
- Jorginho Araújo - produção musical, composição, arranjos, teclados, programações
- João Carlos Mesquita (Cuba) – mixagem
- David Lee – masterização